# Mercado negro (película de 1953)

Mercado negro es una película argentina del género policial filmada en blanco y negro dirigida por Kurt Land sobre un guion de Alberto Igliz, Miguel Ligero y Virgilio Muguerza que se estrenó el 25 de junio de 1953 y que tuvo como protagonistas a Santiago Gómez Cou, Fernando Labat, Nelly Panizza, Mario Passano, Olga Zubarry, Alberto Bello y Miguel Ligero.

## Sinopsis
Un joven policía descubre que el respetable empresario padre de su novia es el jefe de una banda de contrabandistas de drogas medicinales.

## Contexto
La primera imagen muestra el Congreso y en los comentarios del prólogo y del epílogo el narrador omnisciente explica que se sancionó la ley de represión al contrabando que permite al estado reprimir con la energía proporcionada la práctica de ese delito e insiste en el real correlato entre la ficción y la realidad. En esa época eran numerosas las apologías hollywoodienses del FBI donde exponían los procedimientos policiales y se ha señalado la voluntad de estas versiones nacionales de adquirir un carácter semidocumental; las tramas destacaban la eficiencia y modernización de las fuerzas policiales así en Captura recomendada muestran el aparato foto comparador para examinar los casquillos de dos balas y en Camino al crimen el espectógrafo de la Policía Federal, que en esos años había emprendido un importante plan de equipamiento y reorganización interna. Los detectives son hombres pulcros de vida ordenada modestos y educados sacrifican su vida personal pero no como el de héroes individuales sino que forman parte de una institución en tanto los delincuentes se trata en general de personas desbordadas por la ambición.

## Reparto
- Olga Zubarry
- Santiago Gómez Cou
- Mario Passano
- Nelly Panizza
- Alfredo Almanza
- Luis Otero
- Alberto Bello
- Alberto Barcel
- Amalia Bernabé
- Antonio Capuano
- Carlos Cotto
- José De Ángelis
- César Fiaschi
- Carlos Fioriti
- Eduardo de Labar	... 	Don Ramón
- Fernando Labat
- Miguel Ligero
- Mario Lozano
- Luis Mora
- Fausto Padín	... 	Camionero
- José María Pedroza
- Félix Rivero
- Salvador Sinaí
- Elena Cruz

## Comentario
Sobre la película dijo el Heraldo del Cine que "tiene ritmo ágil, momentos de pelos acción y de espectáculo, tiroteos, persecuciones, un incendio y dosis de suspenso, melodrama y romance ...el filme se anima por estos ingredientes" en tanto Manrupe y Portela opinaron: "previsible y muy mal actuada, tuvo en algún momento cierto prestigio de buen film policial. Con muchos exteriores, pero en definitiva una imitación menor de Captura recomendada.